# Kadavar (álbum)
Kadavar é o álbum de estreia da banda Kadavar lançado em 10 de Julho de 2012 por This Charming Man Records (no formato CD) e Tee Pee Records (no formato LP). O
álbum contem 7 músicas, todas compostas pela banda, incluindo o longa "Purple Sage", e a faixa bônus "Living in Your Head".

## Recepção
Eduardo Rivadavia da AllMusic escreveu um comentários positivos sobre o álbum, descrevendo a banda como "um trio teimoso que se recusa a abandonar seus sonhos proto-metal dos anos 70" ("stubborn trio who refuse to let go of their 70s proto-metal dreams").

## Lista de músicas
Todas as músicas foram compostas pelos membros originais da banda.
- "All Our Thoughts"
- "Black Sun"
- "Forgotten Past"
- "Goddess of Dawn"
- "Creature of the Demon"
- "Purple Sage"
- "Living in Your Head" (faixa bônus)

## Contribuição
A banda
- Christoph Lindemann – Vocal, guitarra e layout;
- Philipp Lippitz – Baixo;
- Christoph Bartelt - bateria, percussão, produção, engenharia, mixagem e masterização.

Adicional
- Florian Penke - Fotografia;
- Joe Dilworth - Fotografia[2]